# クアウテモック・モクテスマ醸造会社
座標: 北緯25度41分 西経100度19分 / 北緯25.683度 西経100.317度
クアウテモック・モクテスマ醸造会社（クアウテモック・モクテスマじょうぞうがいしゃ、スペイン語: Cervecería Cuauhtémoc Moctezuma）はメキシコの主要なビール醸造会社で、本社はヌエボ・レオン州モンテレイにある。1890年に設立された。2010年にハイネケングループによって買収され、その傘下のハイネケンメキシコになっている。
国際的に知られたビールの銘柄にテカテ、ドスエキス、ソルがある。

## 歴史
メキシコの酒は伝統的にリュウゼツランから作られるプルケや、それを蒸留したメスカル・テキーラ、あるいはスペインから伝わったワインが中心で、ビールの製造が広まるのはドイツ系移民の増えた19世紀後半以降である。
クアウテモック社は1890年11月8日に4人の実業家によってモンテレイで設立された。最初に作られた銘柄であるカルタブランカは1893年のシカゴ万国博覧会や1900年のパリ万国博覧会で金メダルを得た。
一方モクテスマ社の前身はドイツからの移民であるヴィルヘルム（ギジェルモ）・ハッセによって南方のベラクルス州オリサバで1894年に設立された。主要なビールの銘柄にはドス・エキスがあった。
1936年にバロレス・インドゥストリアレス (es:Valores Industriales) という持株会社が作られ、クアウテモック社とモクテスマ社はこの会社の傘下にはいった。バロレス・インドゥストリアレスはバハ・カリフォルニア州のテカテなどの他のビール会社を積極的に買収した。
20世紀のメキシコのビール製造はモデロ社（コロナビールの会社）、クアウテモック社、モクテスマ社の三大企業による寡占状態にあった。これらの企業はいずれも国内の他の小さなビール会社を買収して成長した。
クアウテモック社とモクテスマ社は事業としては独立して経営されていたが、1985年に両者は合併してクアウテモック・モクテスマ醸造会社が設立された。クアウテモック・モクテスマはモンテレイのフォメント・エコノミコ・メヒカーノ(FEMSA)の傘下にはいった。
2010年にFEMSAはハイネケン株の20%とひきかえにクアウテモック・モクテスマの銘柄と醸造所を売却した。

## 銘柄
クアウテモック・モクテスマ醸造会社の銘柄は16種類ある。

### テカテ

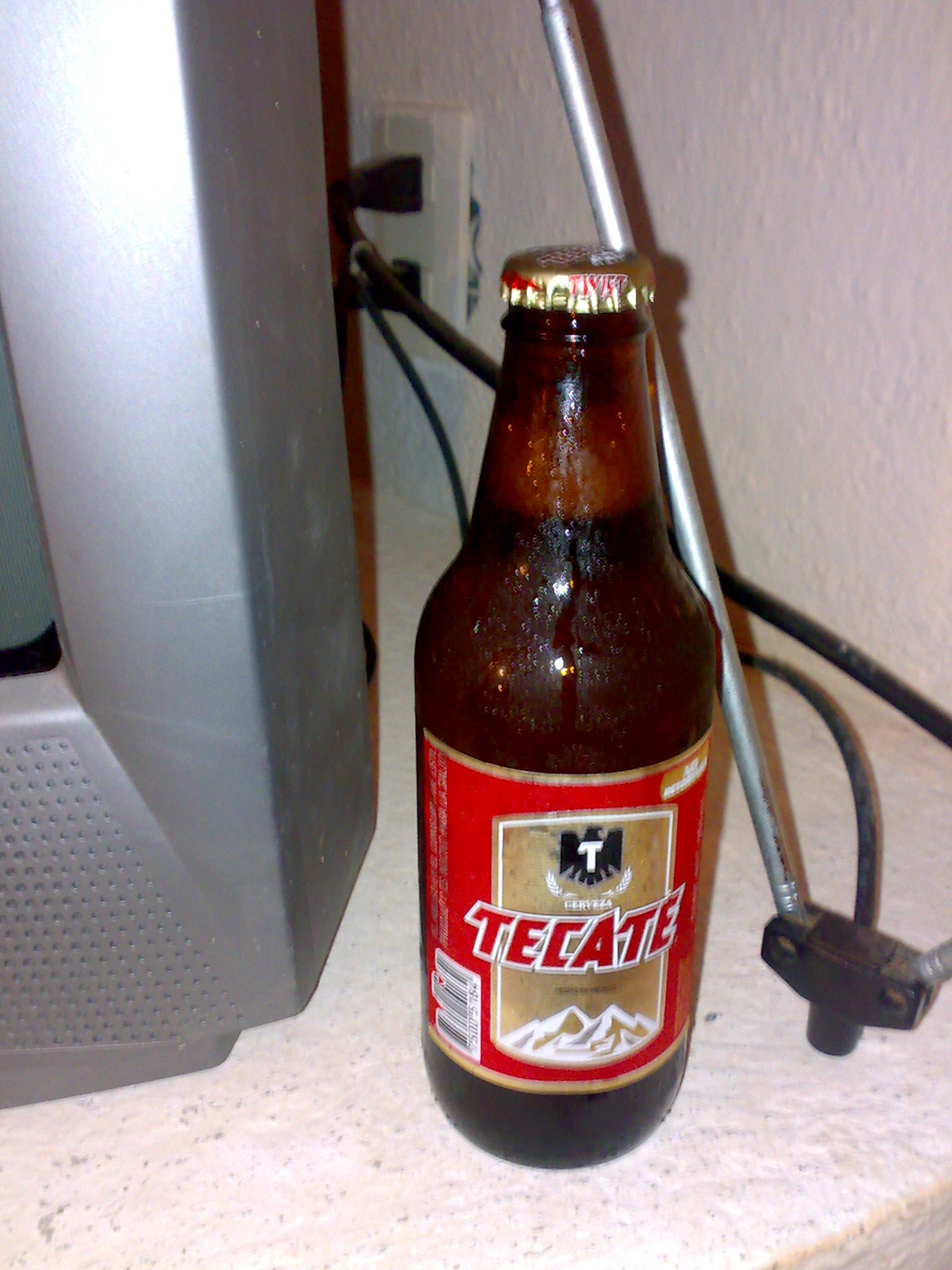
テカテ

テカテ(Tecate)はもともとバハ・カリフォルニア州テカテにあったビール醸造会社で1943年に作られたラガービールで、銘柄名は生産地に由来する。1955年に買収された。
ラベルには「T」のマークと黒い鷲が描かれている。
Brand Finance社のリストでは、2021年の世界ビール銘柄ランキングで20位だった。
テカテはサッカー・野球・ボクシングなどさまざまなスポーツのチームのスポンサーにもなっていて、知名度が高い。

### ドスエキス

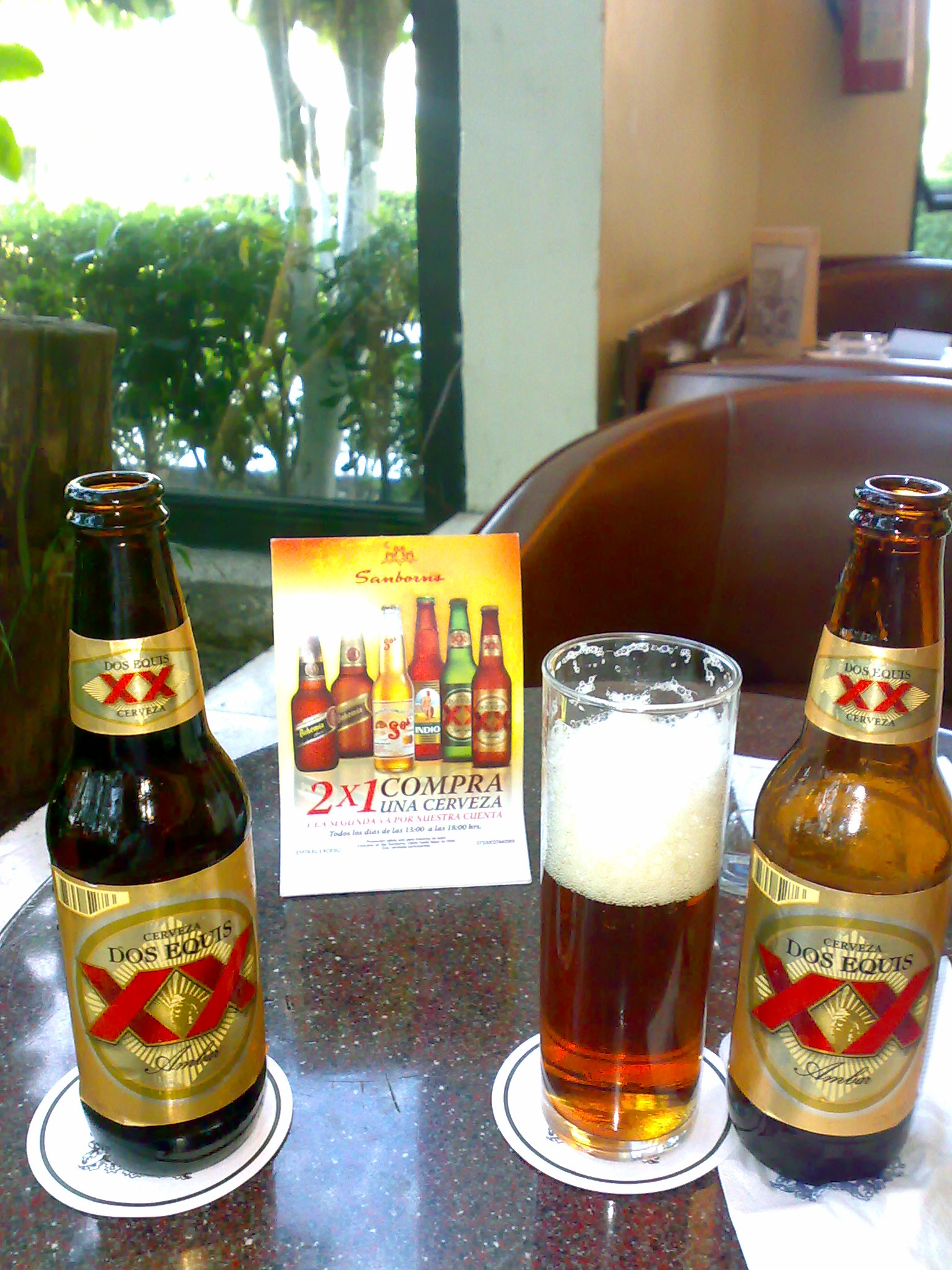
ドスエキス

ドスエキス(Dos Equis)は1897年にモクテスマ社で作られたビールで、来たるべき20世紀を祝って「Siglo XX」（20世紀を意味する。「XX」はローマ数字の20）と名付けて発売された。現在の名前であるドスエキスはスペイン語で「2つのX」を意味し、ラベルに赤く描かれた2つのXが目立つ。
もともとアンバーのみだったが、1984年にアメリカ合衆国でラガーが作られるようになった。その後メキシコ国内にもラガーが持ち込まれ、好まれるようになった。
アメリカ合衆国で人気があり、とくに2006年にジョナサン・ゴールドスミスを起用して「The Most Interesting Man in the World」という題のコマーシャルを打って大人気になった。Beer Marketer's Insights社の調査によると、2019年にアメリカ合衆国で販売量20位だった。

### ソル
ソル(Sol)はラガーで、1899年にエル・サルト・デル・アグア（滝）という名前のメキシコシティの醸造会社で作られた。銘柄名はスペイン語で太陽を意味する。1900年代はじめにモクテスマ社に買収され、オリサバで作られるようになった。メキシコではセクシーな女性のコマーシャルで知られる。

### その他

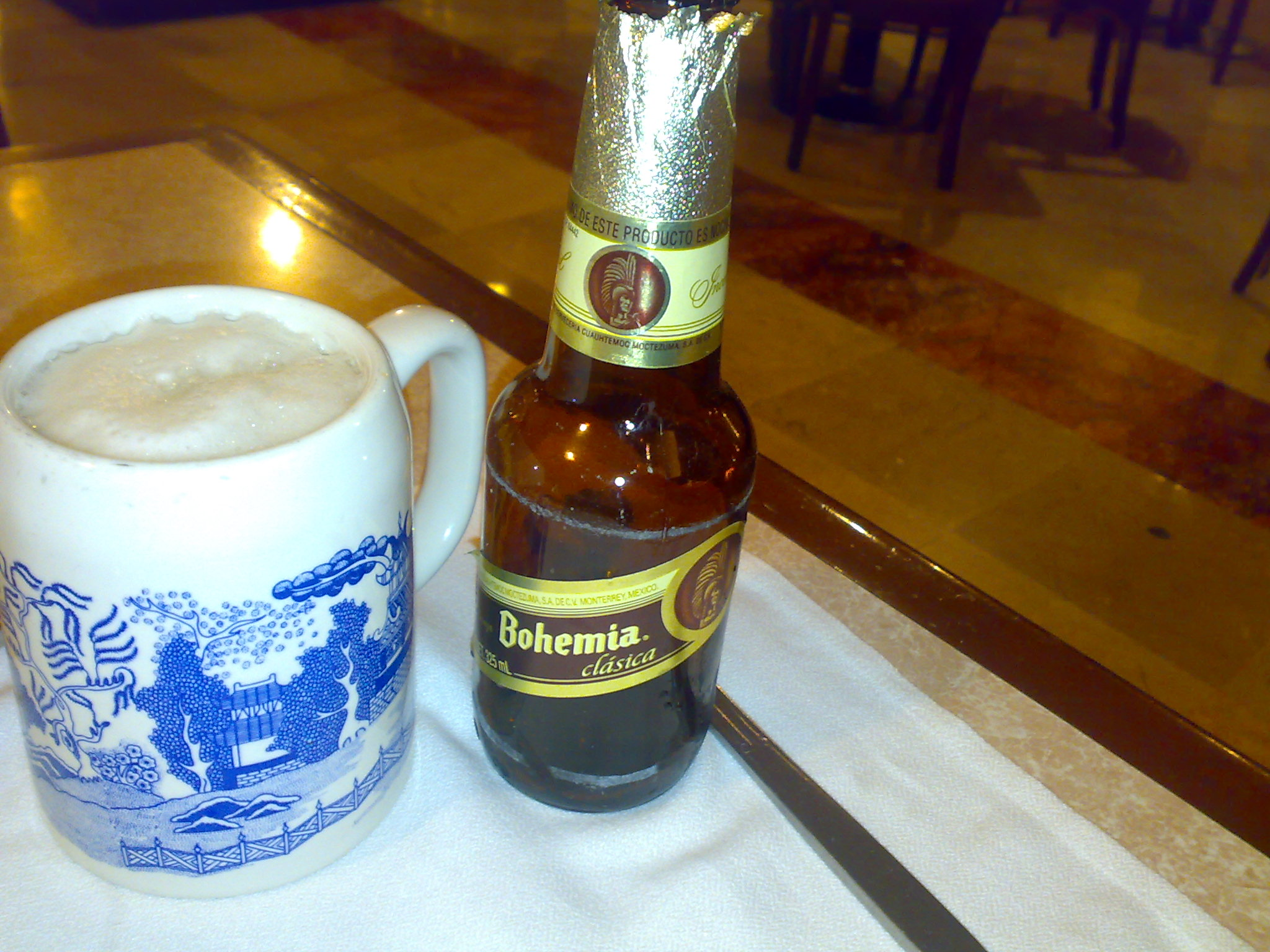
ボエミア

- カルタブランカ(Carta Blanca)はラガーで、1890年に作られたクアウテモック社最古の銘柄であり、1893年のシカゴ万国博覧会に出品して一等を得た[11]。
- クロステル(Kloster)はラガーで、1892年にクアウテモック社で作られたやはり古い銘柄である[11]。
- インディオ(Indio)はウインナーラガーで、1893年にクアウテモック社で作られた[11]。ラベルには武装した皇帝クアウテモックが描かれている[15]。
- スペリオル(Superior)はピルスナーで、1896年にオリサバで作られた。モクテスマ社の最初の製品だった[11]。
- ボエミア(Bohemia)はピルスナーで、1905年にクアウテモック社で作られた。名前はボヘミアに由来する[11]。現在はピルスナーのほかにウインナーラガー、白ビール、チョコレート・スタウト、IPAがある[11]。ノーチェブエナ(Noche Buena)はボックで、もともとは1924年にモクテスマ社で作られた別の銘柄だったが、現在はボエミアの一種とされている[16]。ノーチェブエナとはポインセチアのことで、ラベルにポインセチアが描かれている。

ビール以外にはシードルのラドロン・デ・マンサナス（りんご泥棒）、炭酸入りアルコール飲料のカニヒージャがある。国際的な銘柄としてはアメリカ合衆国のクアーズ・ミラー・ラグニタス、イギリスのストロングボウ、オランダのハイネケンやアムステルビール、ベルギーのアフリゲムなどがある。